# Els nous misteris de l'Scooby-Doo
Els nous misteris de l'Scooby-Doo (títol original en anglès, The New Scooby and Scrappy-Doo Show) és una sèrie de televisió animada estatunidenca produïda per Hanna-Barbera Productions i la sisena encarnació de la franquícia d'Scooby-Doo. Es va estrenar el 10 de setembre de 1983, amb el retorn de la Daphne, i va funcionar durant una temporada a ABC com un programa de mitja hora format per dos episodis curts d'onze minuts. Per a la segona temporada, en Fred i la Velma tornen breument al programa després d'una absència de quatre anys. La sèrie va durar una altra temporada a ABC. S'ha doblat al català pel canal Super3.
El 1983 es van produir tretze episodis de mitja hora composts per vint-i-quatre segments separats sota el títol de New Scooby-Doo i Scrappy-Doo el 1983; i tretze episodis més compostos per vint segments separats, sota el títol de New Scooby-Doo Mysteries el 1984. Aleshores, Margaret Loesch, que ocupava el càrrec d'executiva supervisora de la sèrie, treballava per a la companyia d'animació Marvel Productions.